# Kieler Sportvereinigung Holstein von 1900 2018-2019
Questa voce raccoglie le informazioni riguardanti il Kieler Sportvereinigung Holstein von 1900  nelle competizioni ufficiali della stagione calcistica 2018-2019.

## Stagione
Nella stagione 2018-2019 l'Holstein Kiel, allenato da Tim Walter, concluse il campionato di 2. Bundesliga al 6º posto. In coppa di Germania l'Holstein Kiel fu eliminato agli ottavi di finale dall'Augusta.

## Rosa
| N. |                       | Ruolo | Calciatore             |
| -- | --------------------- | ----- | ---------------------- |
| 35 | Germania (bandiera)   | P     | Dominik Reimann        |
| 1  | Germania (bandiera)   | P     | Timon Weiner           |
| 4  | Germania (bandiera)   | D     | Yann Aurel Bisseck     |
| 29 | Germania (bandiera)   | D     | Tobias Fleckstein      |
| 3  | Germania (bandiera)   | D     | Dominik Schmidt        |
| 2  | Germania (bandiera)   | D     | Arne Sicker            |
| 5  | Germania (bandiera)   | D     | Stefan Thesker         |
| 15 | Germania (bandiera)   | D     | Johannes van den Bergh |
| 24 | Germania (bandiera)   | D     | Hauke Wahl             |
| 25 | Slovacchia (bandiera) | C     | László Bénes           |
| 20 | Germania (bandiera)   | C     | Jannik Dehm            |
| 9  | Austria (bandiera)    | C     | Mathias Honsak         |
| 17 | Germania (bandiera)   | C     | Patrick Kammerbauer    |

| N. |                          | Ruolo | Calciatore         |
| -- | ------------------------ | ----- | ------------------ |
| 22 | Germania (bandiera)      | C     | Atakan Karazor     |
| 6  | Germania (bandiera)      | C     | David Kinsombi     |
| 7  | Corea del Sud (bandiera) | C     | Lee Jae-sung       |
| 26 | Germania (bandiera)      | C     | Jonas Meffert      |
| 10 | Germania (bandiera)      | C     | Heinz Mörschel     |
| 8  | Germania (bandiera)      | C     | Alexander Mühling  |
| 11 | Giappone (bandiera)      | C     | Masaya Okugawa     |
| 16 | Germania (bandiera)      | C     | Philipp Sander     |
| 27 | Germania (bandiera)      | C     | Kingsley Schindler |
| 28 | Germania (bandiera)      | A     | Noah Awuku         |
| 38 | Germania (bandiera)      | A     | Franck Evina       |
| 23 | Germania (bandiera)      | A     | Janni-Luca Serra   |
| 14 | Germania (bandiera)      | A     | Aaron Seydel       |

## Organigramma societario
Area tecnica
- Allenatore: Tim Walter
- Allenatore in seconda: Rainer Ulrich
- Preparatore dei portieri:
- Preparatori atletici:

## Risultati

### 2. Bundesliga

#### Girone di andata
| Arbitro: | Fritz |

|  |           |                                     |
|  | Marcatori | 56’ Meffert 78’ Kinsombi 90’ Honsak |

| Arbitro: | Storks |

|         |           |             |
| Lee 20’ | Marcatori | 15’ Glatzel |

| Ratisbona 26 agosto 2018, ore 13:30 CEST 3ª giornata | Jahn Ratisbona | 0 – 0 referto | Holstein Kiel | Continental Arena (9 700 spett.)\| Arbitro: \| Waschitzki \| |
| Arbitro:                                             | Waschitzki     |               |               |                                                              |

| Arbitro: | Kampka |

|                        |           |             |
| Mühling 75’ Seydel 87’ | Marcatori | 65’ Türpitz |

| Arbitro: | Koslowski |

|                                            |           |           |
| Keita-Ruel 52’, 83’ Ideguchi 60’ Green 90’ | Marcatori | 88’ Girth |

| Arbitro: | Reichel |

|                             |           |                             |
| Soares 57’ (aut.) Serra 90’ | Marcatori | 38’ Hinterseer 65’ Weilandt |

| Arbitro: | Cortus |

|                       |           |  |
| Prömel 90’ Polter 90’ | Marcatori |  |

| Arbitro: | Gerach |

|                                              |           |                       |
| Girth 12’ Mühling 23’ Serra 32’ Kinsombi 70’ | Marcatori | 29’ (rig.), 39’ Kempe |

| Arbitro: | Bacher |

|                       |           |             |
| Iyoha 72’ Nazarov 90’ | Marcatori | 41’ Mühling |

| Arbitro: | Kampka |

|              |           |                    |
| Mörschel 88’ | Marcatori | 42’ (rig.) Terodde |

| Arbitro: | Dankert |

|  |           |           |
|  | Marcatori | 59’ Serra |

| Arbitro: | Gräfe |

|                                  |           |                        |
| Schindler 64’ (rig.) Thesker 88’ | Marcatori | 56’ Neumann 61’ Ananou |

| Arbitro: | Koslowski |

|                                       |           |                                                |
| Gueye 1’ Klement 9’ Zolinski 41’, 90’ | Marcatori | 6’, 80’ (rig.) Schindler 71’ Serra 74’ Mühling |

| Arbitro: | Aarnink |

|                      |           |                 |
| Schindler 9’ Lee 33’ | Marcatori | 83’ Schleusener |

| Arbitro: | Badstübner |

|  |           |                                      |
|  | Marcatori | 56’ Schindler 60’, 77’ Serra 89’ Lee |

| Arbitro: | Pfeifer |

|  |           |                       |
|  | Marcatori | 8’ Mühling 22’ Honsak |

| Arbitro: | Müller |

|           |           |                     |
| Serra 73’ | Marcatori | 34’ Klos 81’ Börner |

#### Girone di ritorno
| Arbitro: | Hartmann |

|                            |           |           |
| Serra 7’ Kinsombi 18’, 53’ | Marcatori | 48’ Jatta |

| Arbitro: | Heft |

|                         |           |                                |
| Glatzel 7’ Thomalla 14’ | Marcatori | 4’ Meffert 81’ (aut.) Beermann |

| Arbitro: | Aarnink |

|                           |           |  |
| Schindler 12’ Thesker 82’ | Marcatori |  |

| Arbitro: | Schmidt |

|             |           |          |
| Türpitz 42’ | Marcatori | 5’ Serra |

| Arbitro: | Schlager |

|                      |           |                                |
| Karazor 76’ Wahl 90’ | Marcatori | 50’ (rig.) Green 84’ Caligiuri |

| Arbitro: | Günsch |

|            |           |                                          |
| Zoller 77’ | Marcatori | 30’ Mühling 32’ (rig.) Serra 43’ Okugawa |

| Arbitro: | Cortus |

|  |           |                         |
|  | Marcatori | 27’ Kroos 90’ Andersson |

| Arbitro: | Kempkes |

|                                  |           |                               |
| Mehlem 19’ Dursun 41’ Franke 62’ | Marcatori | 33’ Honsak 65’ (rig.) Mühling |

| Arbitro: | Reichel |

|                                                |           |                 |
| Honsak 6’ Bénes 9’, 54’ Okugawa 75’ Seydel 85’ | Marcatori | 26’ Hochscheidt |

| Arbitro: | Aytekin |

|                                                |           |  |
| Terodde 22’ Hector 25’ Córdoba 46’ Modeste 90’ | Marcatori |  |

| Arbitro: | Zwayer |

|                            |           |                  |
| Mühling 50’ (rig.) Lee 53’ | Marcatori | 43’ (rig.) Meier |

| Arbitro: | Storks |

|             |           |             |
| Lezcano 13’ | Marcatori | 53’ Karazor |

| Arbitro: | Dankert |

|             |           |                            |
| Okugawa 47’ | Marcatori | 57’ Pröger 82’ Antwi-Adjei |

| Arbitro: | Badstübner |

|                                  |           |                 |
| Förster 17’ Wooten 22’ Žirov 48’ | Marcatori | 6’, 44’ Okugawa |

| Arbitro: | Dietz |

|  |           |                      |
|  | Marcatori | 55’ Gyau 68’ Albutat |

| Arbitro: | Bacher |

|                              |           |  |
| Lee 19’ Meffert 69’ Wahl 77’ | Marcatori |  |

| Arbitro: | Thomsen |

|            |           |  |
| Clauss 71’ | Marcatori |  |

### Coppa di Germania
| Arbitro: | Stegemann |

|           |           |                                |
| Karger 7’ | Marcatori | 74’, 83’ Mühling 87’ Schindler |

| Arbitro: | Storks |

|                        |           |             |
| Serra 26’ Kinsombi 79’ | Marcatori | 1’ Petersen |

| Arbitro: | Willenborg |

|  |           |                 |
|  | Marcatori | 85’ Gregoritsch |

## Statistiche

### Statistiche di squadra
| Competizione      | Punti | In casa | In casa | In casa | In casa | In casa | In casa | In trasferta | In trasferta | In trasferta | In trasferta | In trasferta | In trasferta | Totale | Totale | Totale | Totale | Totale | Totale | DR  |
| Competizione      | Punti | G       | V       | N       | P       | Gf      | Gs      | G            | V            | N            | P            | Gf           | Gs           | G      | V      | N      | P      | Gf     | Gs     | DR  |
| ----------------- | ----- | ------- | ------- | ------- | ------- | ------- | ------- | ------------ | ------------ | ------------ | ------------ | ------------ | ------------ | ------ | ------ | ------ | ------ | ------ | ------ | --- |
| 2. Bundesliga     | 49    | 17      | 8       | 5       | 4       | 33      | 23      | 17           | 5            | 5            | 7            | 27           | 28           | 34     | 13     | 10     | 11     | 60     | 51     | +9  |
| Coppa di Germania | -     | 2       | 1       | 0       | 1       | 2       | 2       | 1            | 1            | 0            | 0            | 3            | 1            | 3      | 2      | 0      | 1      | 5      | 3      | +2  |
| Totale            | -     | 19      | 9       | 5       | 5       | 35      | 25      | 18           | 6            | 5            | 7            | 30           | 29           | 37     | 15     | 10     | 12     | 65     | 54     | +11 |

### Andamento in campionato
| Giornata  | 1 | 2 | 3 | 4 | 5 | 6 | 7  | 8 | 9  | 10 | 11 | 12 | 13 | 14 | 15 | 16 | 17 | 18 | 19 | 20 | 21 | 22 | 23 | 24 | 25 | 26 | 27 | 28 | 29 | 30 | 31 | 32 | 33 | 34 |
| --------- | - | - | - | - | - | - | -- | - | -- | -- | -- | -- | -- | -- | -- | -- | -- | -- | -- | -- | -- | -- | -- | -- | -- | -- | -- | -- | -- | -- | -- | -- | -- | -- |
| Luogo     | T | C | T | C | T | C | T  | C | T  | C  | T  | C  | T  | C  | T  | T  | C  | C  | T  | C  | T  | C  | T  | C  | T  | C  | T  | C  | T  | C  | T  | C  | C  | T  |
| Risultato | V | N | N | V | P | N | P  | V | P  | N  | V  | N  | N  | V  | V  | V  | P  | V  | N  | V  | N  | N  | V  | P  | P  | V  | P  | V  | N  | P  | P  | P  | V  | P  |
| Posizione | 1 | 2 | 7 | 4 | 8 | 9 | 12 | 9 | 11 | 11 | 10 | 11 | 10 | 9  | 6  | 5  | 5  | 5  | 5  | 5  | 6  | 7  | 5  | 5  | 5  | 5  | 7  | 5  | 5  | 6  | 7  | 7  | 6  | 6  |

Legenda:

Luogo: C = Casa; T = Trasferta. Risultato: V = Vittoria; N = Pareggio; P = Sconfitta.

### Statistiche dei giocatori
| Giocatore        | 2. Bundesliga | 2. Bundesliga | 2. Bundesliga | 2. Bundesliga | Coppa di Germania | Coppa di Germania | Coppa di Germania | Coppa di Germania | Totale   | Totale | Totale      | Totale     |
| Giocatore        | Presenze      | Reti          | Ammonizioni   | Espulsioni    | Presenze          | Reti              | Ammonizioni       | Espulsioni        | Presenze | Reti   | Ammonizioni | Espulsioni |
| ---------------- | ------------- | ------------- | ------------- | ------------- | ----------------- | ----------------- | ----------------- | ----------------- | -------- | ------ | ----------- | ---------- |
| D. Reimann       | 7             | 0             | 0             | 0             | -                 | -                 | -                 | -                 | 7        | 0      | 0           | 0          |
| T. Weiner        | -             | -             | -             | -             | -                 | -                 | -                 | -                 | -        | -      | -           | -          |
| Y. Bisseck       | 3             | 0             | 0             | 0             | -                 | -                 | -                 | -                 | 3        | 0      | 0           | 0          |
| T. Fleckstein    | -             | -             | -             | -             | -                 | -                 | -                 | -                 | -        | -      | -           | -          |
| D. Schmidt       | 31            | 0             | 6             | 0             | 3                 | 0                 | 0                 | 0                 | 34       | 0      | 6           | 0          |
| A. Sicker        | 3             | 0             | 0             | 0             | -                 | -                 | -                 | -                 | 3        | 0      | 0           | 0          |
| S. Thesker       | 15            | 2             | 0             | 1             | 1                 | 0                 | 0                 | 0                 | 16       | 2      | 0           | 1          |
| J. van den Bergh | 32            | 0             | 6             | 1             | 2                 | 0                 | 0                 | 0                 | 34       | 0      | 6           | 1          |
| H. Wahl          | 33            | 2             | 6             | 0             | 3                 | 0                 | 0                 | 0                 | 36       | 2      | 6           | 0          |
| L. Bénes         | 15            | 2             | 2             | 0             | 1                 | 0                 | 0                 | 0                 | 16       | 2      | 2           | 0          |
| J. Dehm          | 33            | 0             | 4             | 1             | 3                 | 0                 | 1                 | 0                 | 36       | 0      | 5           | 1          |
| M. Honsak        | 25            | 4             | 0             | 0             | 3                 | 0                 | 0                 | 0                 | 28       | 4      | 0           | 0          |
| P. Kammerbauer   | 4             | 0             | 0             | 0             | -                 | -                 | -                 | -                 | 4        | 0      | 0           | 0          |
| A. Karazor       | 22            | 2             | 6             | 0             | 2                 | 0                 | 0                 | 0                 | 24       | 2      | 6           | 0          |
| D. Kinsombi      | 18            | 4             | 2             | 0             | 2                 | 1                 | 0                 | 0                 | 20       | 5      | 2           | 0          |
| J. Lee           | 29            | 5             | 2             | 0             | 2                 | 0                 | 0                 | 0                 | 31       | 5      | 2           | 0          |
| J. Meffert       | 27            | 3             | 5             | 1             | 3                 | 0                 | 0                 | 0                 | 30       | 3      | 5           | 1          |
| H. Mörschel      | 8             | 1             | 0             | 0             | -                 | -                 | -                 | -                 | 8        | 1      | 0           | 0          |
| A. Mühling       | 33            | 8             | 6             | 0             | 3                 | 2                 | 0                 | 0                 | 36       | 10     | 6           | 0          |
| M. Okugawa       | 19            | 5             | 4             | 0             | 2                 | 0                 | 0                 | 0                 | 21       | 5      | 4           | 0          |
| P. Sander        | 1             | 0             | 0             | 0             | -                 | -                 | -                 | -                 | 1        | 0      | 0           | 0          |
| K. Schindler     | 23            | 6             | 2             | 1             | 3                 | 1                 | 0                 | 0                 | 26       | 7      | 2           | 1          |
| N. Awuku         | 2             | 0             | 0             | 0             | -                 | -                 | -                 | -                 | 2        | 0      | 0           | 0          |
| F. Evina         | 9             | 0             | 1             | 0             | -                 | -                 | -                 | -                 | 9        | 0      | 1           | 0          |
| J. Serra         | 30            | 10            | 2             | 0             | 3                 | 1                 | 0                 | 0                 | 33       | 11     | 2           | 0          |
| A. Seydel        | 6             | 2             | 0             | 0             | 1                 | 0                 | 0                 | 0                 | 7        | 2      | 0           | 0          |
| B. Girth         | 7             | 2             | 0             | 0             | -                 | -                 | -                 | -                 | 7        | 2      | 0           | 0          |
| P. Herrmann      | 5             | 0             | 1             | 0             | 1                 | 0                 | 0                 | 0                 | 6        | 0      | 1           | 0          |
| K. Kronholm      | 27            | 0             | 0             | 0             | 3                 | 0                 | 0                 | 0                 | 30       | 0      | 0           | 0          |
| S. Lewerenz      | 4             | 0             | 0             | 0             | 1                 | 0                 | 0                 | 0                 | 5        | 0      | 0           | 0          |
| M. Schwenk       | 1             | 0             | 0             | 0             | -                 | -                 | -                 | -                 | 1        | 0      | 0           | 0          |